# Dobrinisjte
Dobrinisjte (bulgariska: Добринище) är ett distrikt i Bulgarien.   Det ligger i kommunen Obsjtina Bansko och regionen Blagoevgrad, i den sydvästra delen av landet, 100 km söder om huvudstaden Sofia.
I omgivningarna runt Dobrinisjte växer i huvudsak blandskog. Runt Dobrinisjte är det ganska glesbefolkat, med 48 invånare per kvadratkilometer.